# Mårten Nilsson Nordenstierna
Mårten Nilsson Nordenstierna (även stavat Nordstjerna och Nordstierna), född 1676, Västergötland, död i Öxnevalla, var en svensk karolin, som påstås ha hittat den så kallade "kulknappen", som i sägner skulle vara den kula, som användes för att döda Karl XII i Fredriksten 1718. 
Nilsson Nordenstierna blev soldat 1705 och var kvarstationerad på Skattegården i Istorp till 1711. Han blev kommenderad till Wismar, hamnade i fångenskap och återvände till Sverige 1716. Två år senare medföljde han i Karl XII:s andra norska fälttåg, som soldat i Älvsborgs regementes livkompani. Under kvällen den 30 november, skulle Nordenstierna ha sett Karl XII skjutas i löpgraven utanför fästningen Fredriksten. Efter dödsskjutningen, plockade Nordenstierna upp kulan som just genomborrat kungens tinningar. Nordenstierna tog med sig kulan hem till Öxnevalla och hade den i sin ägo i många år och berättade under den här tiden, hur kungen mördades av sina egna. Efter ett tag, skulle Nordenstierna tyckt att det "vilade en förbannelse" över kulan och ville göra sig av med den. Han sökte hjälp hos prosten, som sade "släng skrotet". Nordenstierna skulle sedan ha slängt kulan i närheten av sitt soldattorp i Deragård. 1924 plockade Carl Hjalmar Andersson grus från platsen, där soldaten slängt kulan. Andersson hittade då den så kallade "kulknappen", vilken han 1932 överlämnade till Albert Sandklef och Varbergs museum, där den än i denna dag finns bevarad. 
Nordenstierna nämns sista gången i Marks härads dombok den 22 oktober 1744. Han gifte sig den 1 januari 1701 med Karin Svensdotter (född 1669) i Istorp. Paret fick sonen Erik Mårtensson, som föddes den 28 ma] 1702. Han blev soldat och stupade vid Pellinge i Finland 1741 under den lilla ofreden. Även Nordenstiernas sonson, Olof Eriksson Kjällman, blev soldat.    